# Sofia Jagiellonka

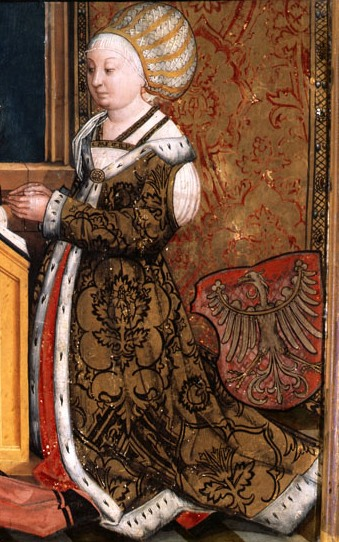
Sofia Jagiellonka

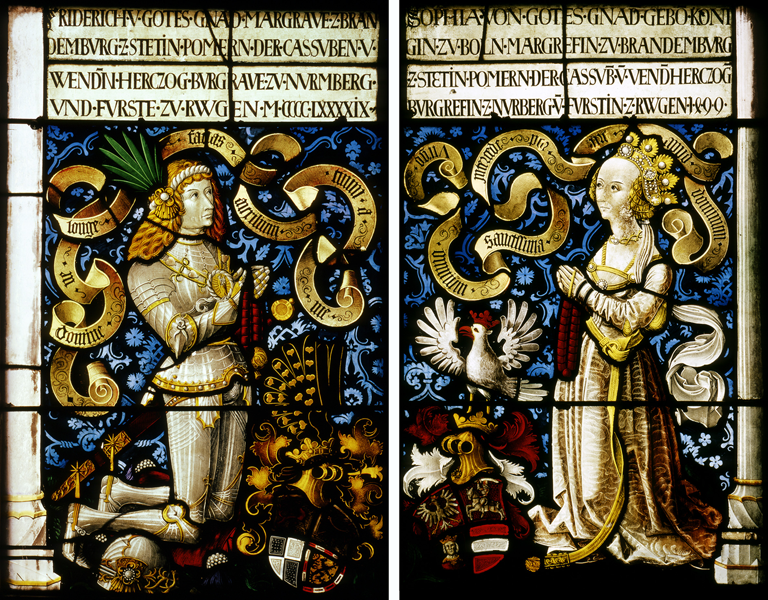
Friedrich der Ältere von Brandenburg-Ansbach und Sofia Jagiellonka, Doppelporträt von Hans Kamberger

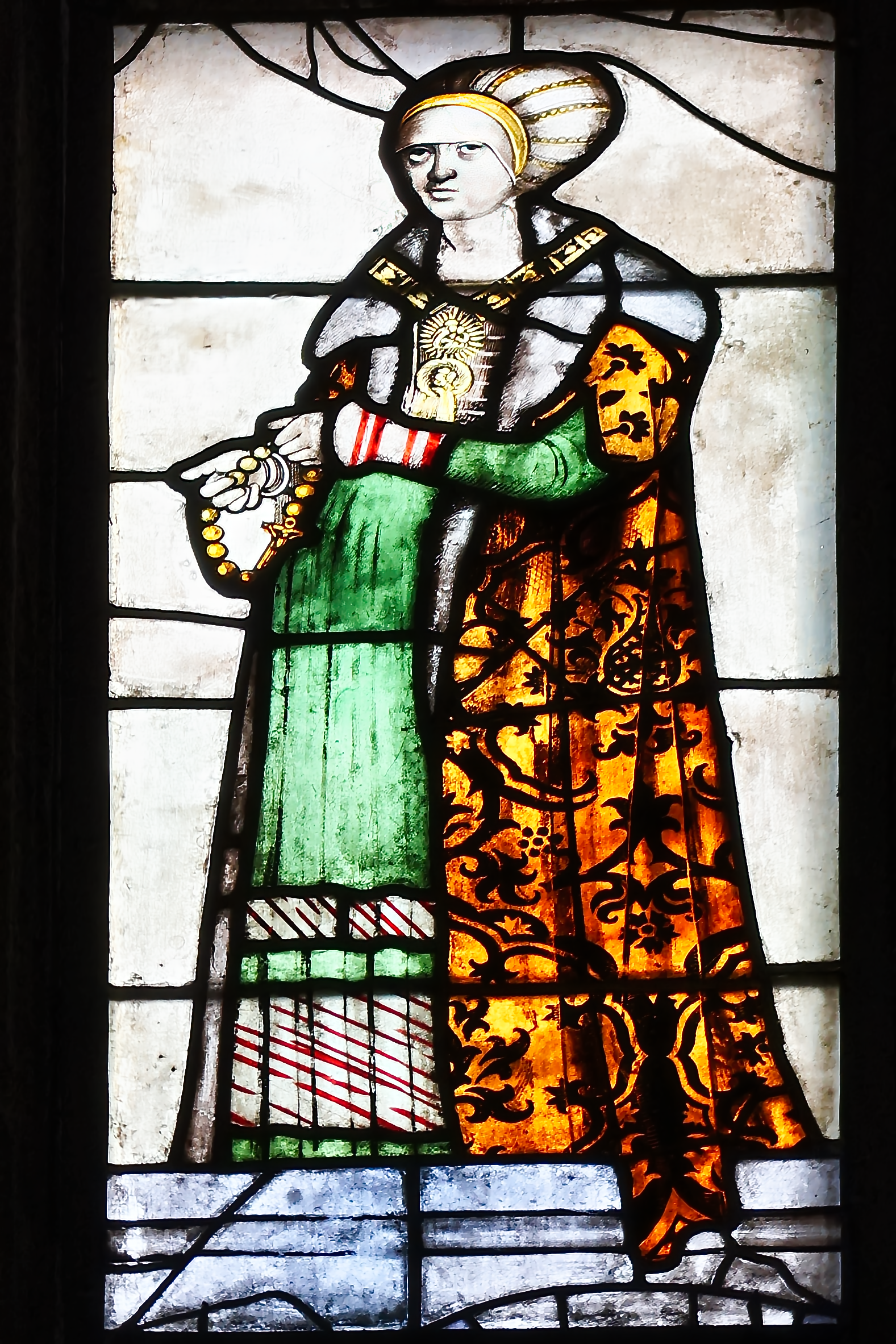
Darstellung Sofia Jagiellonka im Markgrafenfenster von St. Sebald in Nürnberg, Arbeit von Hans Süß 1515

Sofia Jagiellonka, polnisch Zofia Jagiellonka (* 6. Mai 1464 in Krakau, Polen; † 5. Oktober 1512) war eine polnische und litauische Prinzessin aus dem Hause der  Jagiellonen sowie Habsburgs und durch Heirat Markgräfin von Brandenburg-Kulmbach und Brandenburg-Ansbach.

## Leben
Sofia war eine Tochter des Großfürsten von Litauen und polnischen Königs Kasimir IV. Jagiełło und dessen Ehefrau Elisabeth von Habsburg. Wie schon ihre Schwester Hedwig Jagiellonica, die 1475 in der sogenannten Landshuter Fürstenhochzeit  Herzog Georg dem Reichen aus Geschlecht der Wittelsbacher geheiratet hatte, wurde durch ihre Eheschließung mit Friedrich V. von Brandenburg-Ansbach-Kulmbach eine nachhaltige Verbindung der Jagiellonen und Hohenzollern hergestellt, die das Verhältnis zwischen den Häusern befriedete. Zudem konnten die Ansbacher Hohenzollern durch den Kinderreichtum dieser Ehe und durch eine geschickte Heiratspolitik einen weitreichenden Einfluss gewinnen. Bereits am 15. Oktober 1475 war der Heiratskontrakt zwischen dem Kurfürsten Albrecht Achilles von Brandenburg und dem polnischen König geschlossen worden. Ihre Schwester Barbara wurde 1496 in Leipzig mit Georg dem Bärtigen von Sachsen vermählt, so dass die Jagiellonen einen weitreichenden Einflussbereich gewannen, zu dem das böhmische Gebiet der Ober- und Niederlausitz gehörte. Ihr Ehemann Friedrich der Ältere von Brandenburg-Ansbach stiftete im Jahr 1515 in der Kirche Sankt Sebald in Nürnberg ein Glasfenster, auf dem er mit seiner Frau und ihren acht, zu diesem Zeitpunkt noch lebenden, Söhnen (Kasimir, Georg, Albrecht, Johann, Friedrich, Wilhelm, Johann Albrecht und Gumprecht) abgebildet sind. Die Inschrift mit dem Datum der Stiftung lautet:
 Sofia wurde im Kloster Heilsbronn ursprünglich in einem Hochgrab beigesetzt.

## Familie und Nachkommen

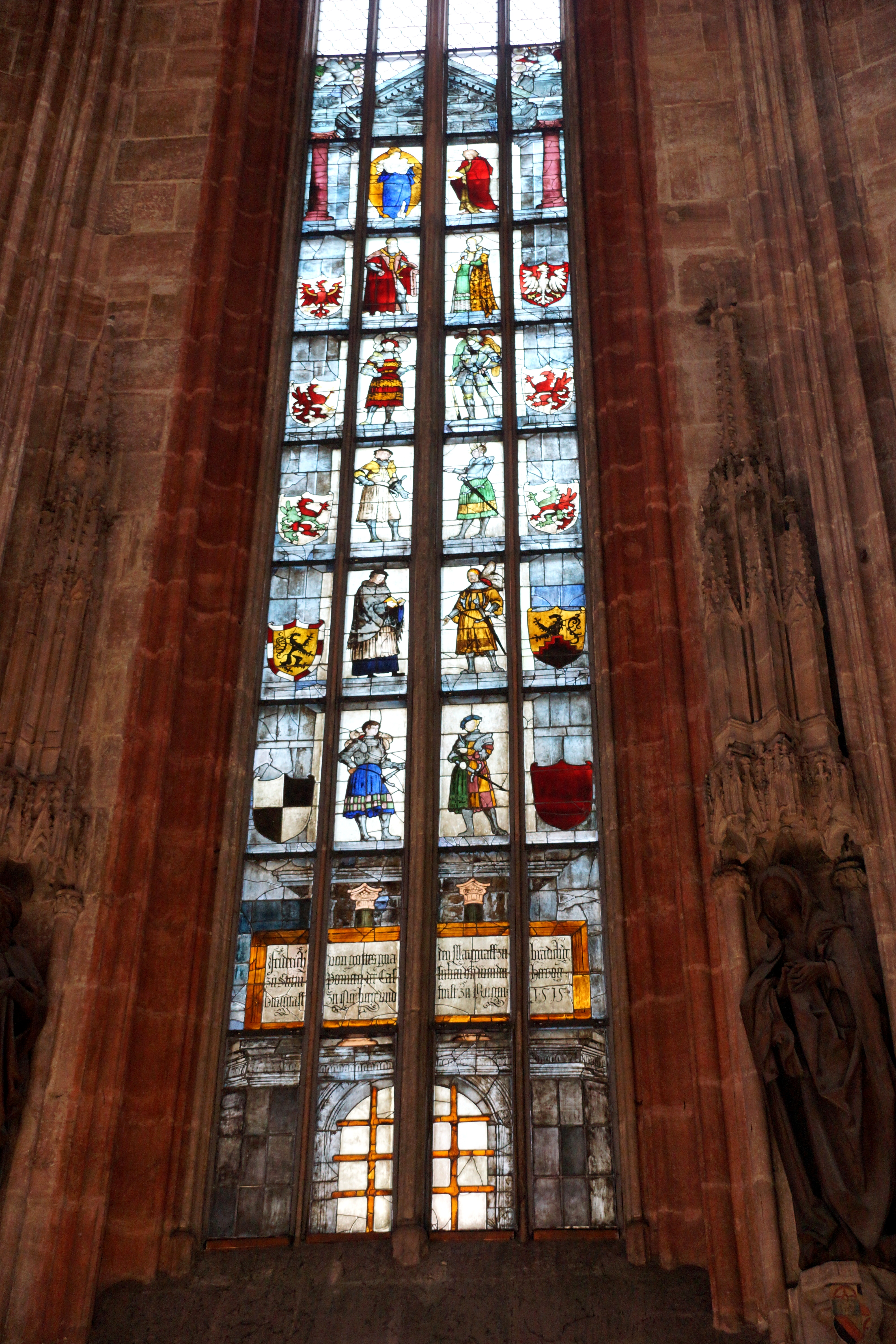
Markgrafenfenster St. Sebald, Nürnberg

Sofia heiratete am 14. Februar 1479 in Frankfurt an der Oder Friedrich V. von Brandenburg-Ansbach-Kulmbach  (8. Mai 1460–4. April 1536). Mit ihm hatte sie in den 33 Jahren ihrer Ehe 17 Kinder, von denen 13 das Erwachsenenalter erreichten: Lebensdaten nach der Genealogie des Gesamthauses Hohenzollern.
- Elisabeth (* 30. Juni 1480/† 1480)
- Kasimir (27. September 1481–21. September 1527), Markgraf von Brandenburg-Kulmbach ⚭ 1518 Prinzessin Susanna von Bayern (1502–1543)[1]
- Margarete (10. Januar 1483–10. Juli 1532)
- Georg der Fromme (4. März 1484–27. Dezember 1543), Markgraf von Brandenburg-Ansbach ⚭ 1. 1509 mit Beatrice de Frangepan (1480–1510); ⚭ 2. 1525 mit Prinzessin Hedwig von Münsterberg-Oels (1508–1531); ⚭ 3. 1532 mit Prinzessin Aemilia von Sachsen (1516–1591)[1]
- Sophie (10. März 1485–24. Mai 1537) ⚭ 14. November 1518 mit Herzog Friedrich II. von Liegnitz (1480–1547)
- Anna (5. Mai 1487–7. Februar 1539) ⚭ 1. Dezember 1518 mit Herzog Wenzel II. von Teschen
- Barbara (31. Juli 1488–2. Mai 1490)
- Albrecht (17. Mai 1490–20. März 1568), Hochmeister des Deutschen Ordens und erster Herzog von Preußen ⚭ 1. 1526 mit Prinzessin Dorothea von Dänemark (1504–1547); ⚭ 2. 1550 mit Prinzessin Anna Maria von Braunschweig-Calenberg (1532–1568)[1]
- Friedrich (13. Juni 1491–16. Juni 1497)
- Johann (9. Januar 1493–5. Juli 1525), Vizekönig von Valencia ⚭ 1519 mit Germaine de Foix (1490–1536/38)[1]
- Elisabeth (25. März 1494–31. Mai 1518) ⚭ 7. Oktober 1510 mit Markgraf Ernst I. von Baden-Durlach (1482–1553)
- Barbara (2. Mai 1495–September 1552) ⚭ 26. Juli 1528 Landgraf Georg III. von Leuchtenberg (1502–1555)
- Friedrich (17. Januar 1497–20. August 1536), Chorherr in Würzburg und Salzburg[1]
- Wilhelm (30. Juni 1498–4. Februar 1563), Erzbischof von Riga[1]
- Johann Albrecht (20. September 1499–17. Mai 1550), Erzbischof von Magdeburg[1]
- Friedrich Albrecht (3. November 1501–24. Juli 1504)
- Gumprecht (15. Juli 1503–24./25. Juni 1528), Bamberger Domherr, päpstlicher Gesandter[1]